# كارل دبليو. غوتشالك
كارل دبليو. غوتشالك (بالإنجليزية: Carl W. Gottschalk)‏ هو عالم وظائف الأعضاء أمريكي، ولد في 1922، وتوفي في 1997.